# Steve Stipanovich
Stephen Samuel Stipanovich (né le 17 novembre 1960, à Saint-Louis, Missouri) est un ancien joueur américain de basket-ball d'origine serbe.

## Biographie
Pivot de 2,13 m issu de l'université du Missouri, Stipanovich fut sélectionné par les Indiana Pacers au 2e rang de la draft 1983. Sa carrière fut limitée à cinq saisons à cause de blessures récurrentes au genou et il mit un terme à sa carrière en 1988 avec des statistiques cumulées de 5323 points et 3131 rebonds.
Il remporta deux titres de champion de l'État du Missouri avec son lycée "De Smet Jesuit" à Saint-Louis.
Il manqua une partie de sa saison sophomore après s'être accidentellement tiré dessus avec un pistolet en jouant avec lors d'une fête universitaire. Stipanovich, qui s'était beaucoup dispersé lors de ses premières années à l'université, se reprit lors de sa saison senior avec des moyennes de 18 points et 9 rebonds par match. Il participa lors de ses quatre saisons au Final Four NCAA.